# Aryjski wygląd
Aryjski wygląd (także odpowiedni lub dobry wygląd, eksterior lub dobra powierzchowność) – eufemistyczne określenie zestawu cech wyglądu człowieka, dzięki którym w jak najmniejszym stopniu przypomina on stereotypowy wizerunek osoby narodowości żydowskiej, stworzony i podtrzymywany przez nazistowską propagandę przed i w trakcie II wojny światowej. Dla kontrastu, występowanie takich cech wyglądu jak m.in. odstające uszy, garbaty nos, przygarbiona sylwetka, małe oczy czy obwisłe powieki określano mianem złego wyglądu.
Choć nazistowska propaganda podsycała mit Germanów jako czystych rasowo potomków antycznych Ariów, którzy instynktownie są w stanie odróżnić od siebie Semitów, w praktyce takie odróżnienie było najczęściej niemożliwe.
Dla osób pochodzenia żydowskiego w czasie II wojny światowej i Holocaustu tzw. dobry wygląd był jednym z warunków powodzenia ucieczki z getta, ukrywania się po tzw. aryjskiej stronie czy działalności w konspiracji.

## Tło historyczne
Dla ideologii Niemiec narodowosocjalistycznych sprawa rasy była jedną z kwestii centralnych. W III Rzeszy naziści stworzyli całą pseudonaukę, gałąź antropometrii skupioną na znalezieniu mierzalnego, obiektywnego wzorca Żyda i umiejętności odróżniania go od przedstawicieli tzw. rasy nordyckiej czy, szerzej, rasy aryjskiej. Stąd niemiecka propaganda podkreślała stereotypowy wizerunek Semitów jako osób o czarnych, kręconych włosach, garbatych nosach, małych, „wystraszonych” oczach oraz niepewnym sposobie poruszania się.
W czasie II wojny światowej na terenie getta warszawskiego prowadzono badania na temat cech powierzchowności wyróżniających Żydów i respondenci najczęściej wskazywali właśnie na oczy, kształt nosa i włosy jako na cechy zdradzające pochodzenie ich posiadacza. Dobry wygląd w praktyce oznaczał brak takich cech lub ich świadome zatarcie, na przykład za pomocą charakteryzacji, na przykład na osobę starszą lub zniedołężniałą. Za cechy typowe dla dobrego wyglądu uznawano m.in. blond włosy i jasną karnację; w ukryciu się po aryjskiej stronie pomagać mogła także umiejętność poprawnego wysławiania się w języku polskim. Dla ukrywającej się osoby zagrożeniem mogła być jednak zbyt dobra znajomość polszczyzny, a także dobra znajomość niemieckiego, która mogła wzbudzić podejrzenia.
Naziści wierzyli, że Aryjczyk bez trudu rozpozna nie-Aryjczyka już na pierwszy rzut oka. Jednak w praktyce rozpoznanie Żyda na podstawie jego wyglądu w większości przypadków okazywało się niemożliwe. Dlatego celem antysemickich praw takich, jak tzw. ustawy norymberskie, było m.in. sprawienie, by Żydzi stali się widoczni i odróżnialni na pierwszy rzut oka, jeśli nie dzięki wyglądowi, to dzięki specjalnym stygmatyzującym odznakom, jak na przykład noszona obowiązkowo przez osoby pochodzenia żydowskiego odznaka lub opaska naramienna z żółtą gwiazdą. Początkowo Hermann Göring proponował nawet wprowadzenie specjalnych mundurów odróżniających Żydów, ostatecznie Adolf Hitler przystał na propozycję Reinharda Heydricha, by Żydzi zostali zmuszeni do noszenia żółtej gwiazdy. Dodatkowo od 1933 przy ubieganiu się o większość posad obowiązywał w Niemczech przymus zdobycia Ariernachweis, dokumentu poświadczającego „czystość rasową” przodków okaziciela od 1800 lub nawet 1750.

## Holocaust
Emanuel Ringelblum stworzył rozróżnienie na Żydów ukrywających się „pod powierzchnią”, a więc w rozmaitych skrytkach, oraz na tych „na powierzchni”: żyjących po aryjskiej stronie murów gett dzięki fałszywym dokumentom i ochronie, jaką dawał wygląd niepasujący do stereotypowego, podsycanego przez nazistowską propagandę wizerunku osoby pochodzenia semickiego. Pierwsi zmuszeni byli ukrywać się stale, bez kontaktu ze światem zewnętrznym; osoby należące do drugiej grupy posiadały pewną swobodę poruszania się poza kryjówką, jednak ryzykowały wykryciem prawdziwego pochodzenia przez szmalcowników czy niemieckie lub polskie służby. W przypadku mężczyzn najpewniejszym wyróżnikiem było stwierdzenie obrzezania. Z tego względu około trzech czwartych ukrywających się pod fałszywą tożsamością po stronie aryjskiej stanowiły kobiety.

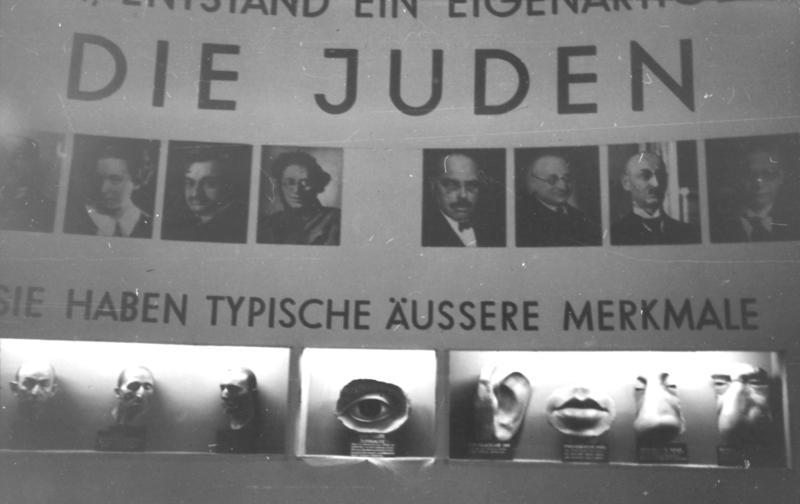
Naziści wierzyli, że osoby pochodzenia semickiego odznaczają się charakterystycznymi cechami budowy, jak garbate nosy, odstające uszy, obwisłe powieki, smutne bądź wystraszone oczy czy przygarbiona postawa. Na ilustracji fragment wystawy Der ewige Jude prezentujący rzekomo typowe cechy semickie

Wygląd taki można było dodatkowo wzmocnić dzięki treningowi osobowości, charakteryzacji lub zmianie przyzwyczajeń. W okresie okupacji w Warszawie powstał także czarny rynek usług mających na celu poprawę wyglądu ukrywających się osób poprzez rekonstrukcję napletka u mężczyzn, prostowanie i farbowanie włosów, a także prostowanie nosa. Skuteczność tych zabiegów była jednak niewielka.
Dobry bądź odpowiedni wygląd, dobra powierzchowność czy exterior, w przeciwieństwie do tzw. złego wyglądu, ułatwiały przechodzenie przez punkty kontrolne, wychodzenie cało z łapanek czy unikanie szmalcowników. W niektórych sytuacjach umożliwiały także ucieczkę z getta. W swoich wspomnieniach Icchak Cukierman podkreślił jednak, że sam wygląd był jedynie jednym z wielu elementów niezbędnych do przeżycia w ukryciu po aryjskiej stronie, bowiem w łapankach okupacyjne służby niemieckie często zatrzymywały i sprawdzały wszystkich przechodniów, niezależnie od ich aparycji. Osobę ukrywającą się poza gettem zdradzić mogły także m.in. nieśmiałe spojrzenie, niepewny krok czy przygarbiona postawa.
Zły wygląd mógł stanowić podstawę do zatrzymania danej osoby przez patrol niemieckich służb bezpieczeństwa lub wspierającą je policję granatową. Często na wygląd jako na niezbity dowód żydowskiego pochodzenia danej osoby powoływali się autorzy donosów do władz niemieckich.
Jako że kryterium wyglądu jest wyjątkowo nieprecyzyjne, zdarzały się także wypadki szantażowania przez szmalcowników osób o czysto nieżydowskim pochodzeniu wyłącznie na podstawie kształtu ich nosa lub koloru włosów. Absurd stosowania tego kryterium przy określaniu przynależności rasowej czy narodowej pokazuje m.in. film Europa, Europa oparty na autentycznej historii Solomona Perela, który – mimo że był Żydem – został postawiony przez nauczyciela przed klasą jako modelowy przykład Aryjczyka. Podobne sytuacje w czasie Holocaustu zdarzały się stosunkowo często.
Jednocześnie zarówno zachowane pamiętniki, jak i tworzone po wojnie teksty literackie podkreślają, że tzw. dobry wygląd był dla wielu Żydów podstawowym warunkiem nie tylko działalności w podziemiu, ale często także przetrwania wśród nieżydowskiej ludności poza gettami. Elżbieta Ettinger, która sama podczas okupacji wraz z matką wykorzystywała aryjski wygląd do ukrywania się poza gettem i pracy na rzecz ruchu oporu, w wydanej po wojnie autobiograficznej powieści Kindergarten przydaje te cechy swojej bohaterce i opisuje, że aryjski wygląd był jednym z głównych warunków powodzenia jej misji kurierskich w okupowanej przez Niemcy Europie.

## Źródła